# キッツラーの練習帳
キッツラーの練習帳（独:Kitzler-Studienbuch）は、作曲家のアントン・ブルックナーがリンツ在住の指揮者兼チェロ奏者、オットー・キッツラーに師事していた時期に書いた、自筆の練習帳である。
ブルックナーは、ジーモン・ゼヒターの元での勉強を終えた後、キッツラーと共に楽式と楽器法、管弦楽法の知識を深めようとしていた。

## 概要

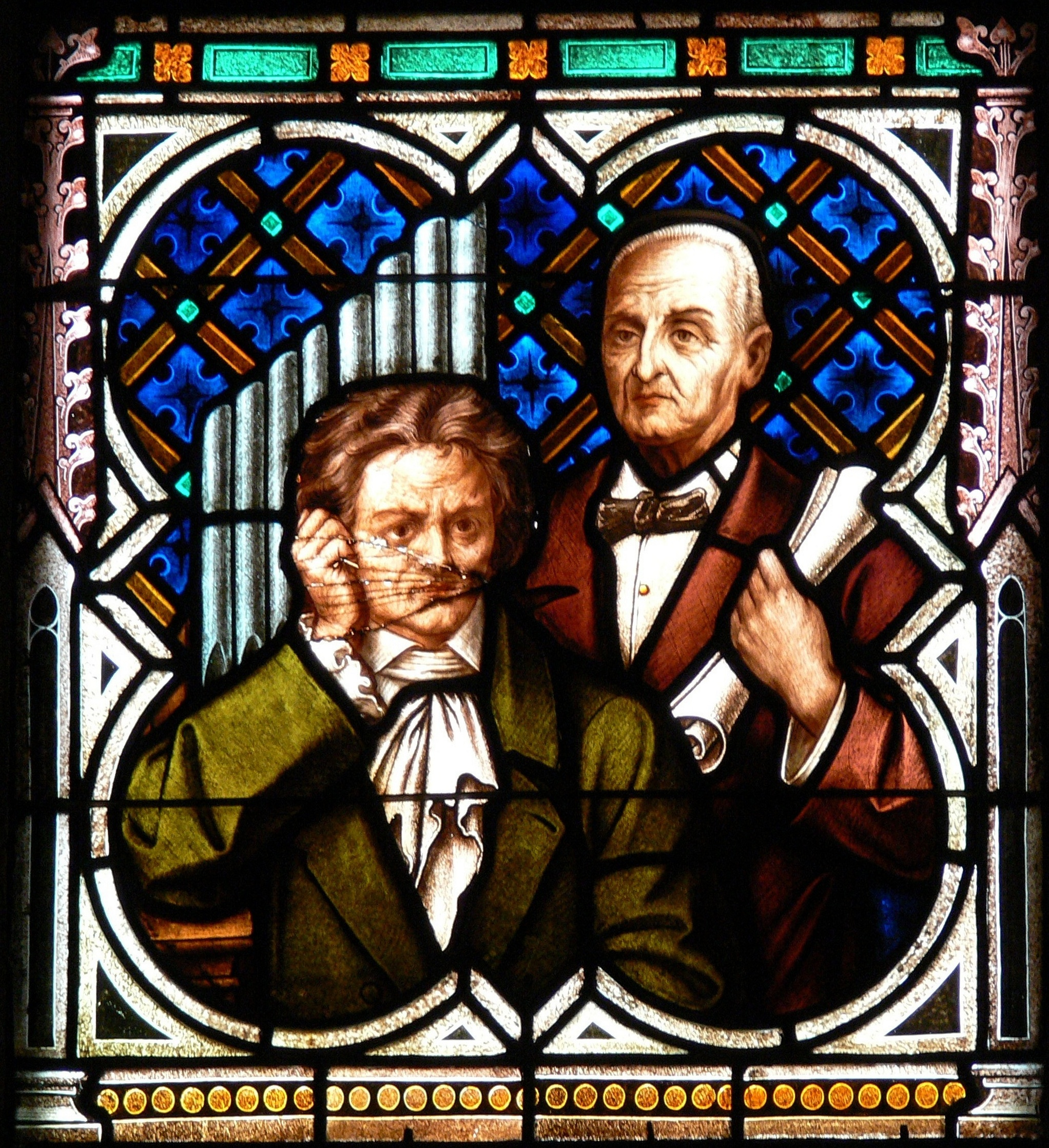
Beethoven and Bruckner
Stained glass window, Linz Cathedral

この練習帳は、30ページ目の1861年「聖夜」の日付から、325ページ目の1863年7月10日まで、異なるサイズの、163枚の横長フォーマットで構成されている 。これには、スケッチ、それに対するコメント、完成されたものと部分的な作品が含まれ、楽式や楽器法に対する厳しい指導を受けている。
最初の部分は、楽式の練習であり、カデンツと楽節構造（ペリオーデ）、2声と3声の歌曲、ワルツ、ポルカ、マズルカ、練習曲、変奏曲、ロンド、ソナタ形式の練習といったピアノのための小品に続いて、完成された《弦楽四重奏曲ハ短調》と、それに付随する《ロンド》が書かれている。
楽器法の練習として、他にもルートヴィヒ・ヴァン・ベートーヴェンの「悲愴」ソナタの第1楽章のオーケストレーションがあり、ブルックナーの最初のオーケストラ曲である《4つの管弦楽小品》が続く。この練習帳は、序曲ト短調と、交響曲ヘ短調のスケッチで終わっている。
（和訳）キッツラーの練習帳は、19世紀の音楽学習の歴史、そして音楽語法の歴史的および理論的意義と、ここに記録された学習の程度に関する考察のために魅力的なものである。この練習帳は、ブルックナーの作曲法に関する研究に不可欠である。
Das Kitzler-Studienbuch fasziniert wegen seiner historischen Einblicke in die Geschichte der musikalischen Ausbildung im 19. Jahrhundert sowie wegen der historischen und theoretischen Bedeutung von Terminologie und Umfang der darin erhaltenen Übungen. Nicht zuletzt ist dieses Manuskript unverzichtbar für die Untersuchungen über Bruckner Arbeitsweise.

## 完成されたものと未完の作品
- 歌曲O habt die Thräne gern (第1稿): pp. 18–19
- 歌曲Nachglück (第1稿): p. 19
- 歌曲Herzeleid: p. 20
- 歌曲Nachglück (第2稿): p. 21
- 歌曲Von der schlummernden Mutter: p. 22
- 歌曲Des Baches Frühlingsfeier: p. 23
- 歌曲Wie neid ich Dich, du stolzer Wald: p. 24
- ワルツ 変ホ長調: p. 25
- ワルツ ハ短調: p. 26
- ポルカ ハ長調: p. 27
- マズルカ イ短調: p. 29
- メヌエット ハ長調: p. 30
- メヌエットとトリオ ト長調: p. 35
- 行進曲 ニ短調, p. 37
- 歌曲O habt die Thräne gern (第2稿): p. 42
- 歌曲Last des Herzens: p. 43
- 歌曲Es regnet (スケッチ): pp. 46–47
- 歌曲Wunsch (スケッチ): pp. 47–48
- ピアノのためのアンダンテ 変ホ長調: p. 49
- ピアノのためのアンダンテ ニ短調: pp. 50–51
- 弦楽四重奏のためのスケルツォ ト短調: pp. 70–74
- 練習曲 ト長調: pp. 77–78
- 半音階的練習曲 ヘ長調: pp. 79–80
- ピアノのための主題と変奏 ト長調: pp. 87–90
- ソナタ形式の楽章 ト短調: pp. 157–164
- 弦楽四重奏曲 ハ短調: pp. 165–196
- 弦楽四重奏曲 ハ短調のための「ロンド」: pp. 197–206
- 歌曲Der Trompeter an der Katzbach: pp. 207–213
- ピアノのための4つの幻想曲: pp. 213–218
- ベートーヴェン《悲愴ソナタ》第1楽章のオーケストレーション（提示部まで） : pp. 234–250
- 管弦楽のための行進曲 ニ短調: pp. 251–265
- 《3つの管弦楽小品》: pp. 266–286
- 序曲ト短調 (スケッチ): pp. 287–301
- 交響曲ヘ短調 (スケッチ): pp. 303–326

## 出版と演奏
2015年までに「練習帳」から出版された作品は、《弦楽四重奏曲ハ短調》と付随する《ロンド》（レオポルト・ノヴァーク校訂）、「ソナタ楽章」ト短調 （Walburga Litschauer校訂)、《4つの管弦楽小品》（ブルックナーからシリル・ヒュナイスへ宛てた浄書譜に基づく）と僅かであった。
この「練習帳」は、ブルックナーの弟子であるフェルディナンド・レーヴェの手に渡った。その後、バンベルク在住でヨーゼフ・シャルクの娘であるMargarethe Mugrauerの個人所有となり、その娘でミュンヘン在住のトラウドル・クレスに受け継がれた 。
2013年に、オーストリア国立図書館はこの「練習帳」の貴重な自筆原稿を入手した。2015年にはMWV (Musikwissenschaftlicher Verlag der Internationalen Bruckner-Gesellschaft)が、原稿のカラーファクシミリ版を発行し、ブルックナー研究の重要な源泉を、研究者に提供できるようになった。またデジタル版がオーストリア国立図書館及び国際楽譜ライブラリープロジェクトで公開された。
2016年4月30日、「Orchestergemeinschaft Nürnberg e. V.」により、ブルックナーのオーケストレーションによるベートーヴェンの《悲愴ソナタ》第1楽章が初演された。同年5月28日には、「Göttinger Barockorchester」が、ベンヤミン・グンナー・コールスの指揮により、《弦楽四重奏曲ト短調》のスケルツォ楽章を初演した。

## 録音
キッツラーの練習帳に収められたブルックナーのピアノ曲、歌曲、弦楽四重奏曲、オーケストラ曲などはいくつかの録音が発売されている。
ブルックナーによる、ベートーヴェンの《悲愴ソナタ》第1楽章のオーケストラ編曲版が発売されている。
- Christian Hutter, Früjahrskonzert (30 April 2016), Orchester-Gemeinschaft Nüremberg — Orchester-Gemeinschaft Nüremberg CD, 2016[10]